# District de Chigubo
Le district de Chigubo est une subdivision administrative de la province de Gaza au nord du Mozambique. En 2007, sa population est de 20 685 habitants.

## Source de la traduction
- (en) Cet article est partiellement ou en totalité issu de l’article de Wikipédia en anglais intitulé « Chigubo District » (voir la liste des auteurs).